# Orkán Lothar
Orkán Lothar byla tlaková níže, která v prosinci 1999 zasáhla západní a střední Evropu a přerostla v jednu z nejničivějších bouří v historii Evropy.[zdroj⁠?!] Hlavně ve Francii a Německu působila obrovské škody, které dosáhly miliard eur. O život přišlo 110 lidí.
Švýcarská zajišťovna Swiss Re vyčíslila odhadované škody na více než 6 miliard USD, což z orkánu dělá jednu z nejdražších pojišťovacích událostí v historii, kterou překonávají pouze velké americké hurikány.